# Dorothy Wright
Dorothy Winifred Wright (* 19. August 1889 in London als Dorothy Machin; † 1960 in Poole) war eine britische Seglerin.

## Erfolge
Dorothy Wright, die beim Royal Burnham Yacht Club segelte, wurde 1920 in Antwerpen bei den Olympischen Spielen in der 7-Meter-Klasse Olympiasiegerin. Skipper und Co-Eigner der Ancora war ihr Ehemann Cyril Wright, zur Crew gehörten außerdem ihr Schwager Robert Coleman sowie William Maddison. Mit dem norwegischen Boot Fornebo von Skipper Johan Faye hatte die Ancora lediglich einen Konkurrenten, der auch die erste Wettfahrt gewann. Der Ancora gelang allerdings in der zweiten und dritten Wettfahrt jeweils der Sieg und sie schloss die Regatta dadurch auf dem ersten Platz ab.
1917 heiratete sie Cyril Wright während dieser auf Heimaturlaub vom Militärdienst war. Ihr Vater Percy Machin war Miteigner der Ancora. Nachdem sich Cyril Wright, der als Schiffbauingenieur in London tätig war, zur Ruhe setzte, verbrachte das Paar seinen Ruhestand in Poole.